# Grossouvre
Grossouvre település Franciaországban, Cher megyében. Lakosainak száma 264 fő (2022. január 1.). Grossouvre La Chapelle-Hugon, Germigny-l’Exempt, Neuvy-le-Barrois, Sancoins és Vereaux községekkel határos.

## Népesség
A település népességének változása:
| Lakosok száma | 420  | 331  | 254  | 277  | 288  | 283  | 274  | 266  | 263  | 264  |
|               | 1968 | 1982 | 1990 | 2006 | 2013 | 2015 | 2017 | 2019 | 2020 | 2022 |